# El copamiento 10-08-74
El largometraje documental El copamiento 10-08-74, conocida también como The Takeover 10-08-74, su título en inglés, es una película argentina, realizada en carácter de Trabajo Final de Grado por Mariana Britos y Mauro Pérez, fue presentado en instancia de evaluación en diciembre del 2013. Para el desarrollo de la película, contó con el apoyo de la Universidad Nacional de Villa María, Tandem Audiovisual, Cine Argentino y del Instituto Nacional de Ciencias y Artes Audiovisuales (INCAA). Fue estrenado en abril de 2014. 
El documental relata el suceso conocido como El copamiento ocurrido en la ciudad de Villa María. Cuenta con testimonios de varios protagonistas directos e indirectos de aquel episodio de los violentos años que se vivían en Argentina.

## Sinopsis
Argentina, 10 de agosto de 1974. El motel Pasatiempo, albergue transitorio para parejas, se convierte ese día en el centro de operaciones de un grupo armado clandestino: el ERP (Ejército Revolucionario del Pueblo). 
El plan de copar la Fábrica Militar de Pólvoras y Explosivos de Villa María Córdoba, se pone en marcha, con los objetivos de acumular armamento, afianzar la propaganda política y secuestrar prisioneros con el fin de negociar su libertad por la de los presos políticos de la organización.
El Copamiento 10-08-74 reconstruye, de manera coral, la trama en la que cobran sentido las distintas lecturas del pasado reciente.

## Surgimiento del proyecto
En 2005 fue el primer acercamiento al tema, donde los realizadores se les comentó el hecho histórico, por lo que procedieron a realizar una entrevista para otro documental. Uno de los entrevistados, que hoy forma parte de los testimonios del presente proyecto, les comentó el suceso rescatando la importancia histórico-política y haciendo hincapié en la necesidad de relatar lo ocurrido. Teniendo 21 años ambos realizadores, comenzaron la búsqueda de historias, relatos, e informaciones suficientes para poder construir el material fílmico. 
No obstante, con surgimientos y caídas de declaraciones, hasta cesiones de derecho de imagen negados por algunos de los partícipes, las investigaciones dieron frutos beneficiosos para los directores, logrando así un film con un punto de vista neutro, exponiendo las declaraciones de miembros de diversos ideales y posiciones.

## Equipo técnico
El equipo técnico, está integrado en su totalidad por egresados y alumnos de la Licenciatura de Diseño y Producción Audiovisual de la Universidad Nacional de Villa María.
- Dirección: Mauro Pérez y Mariana Britos
- Guion: Mauro Pérez y Mariana Britos
- Producción: Paula Tissera y María Eugenia Vera
- Producción ejecutiva: María Eugenia Vera
- Fotografía: Mauro Pérez
- Música: Cristian Yufra y Sergio Stocchero
- Sonido: Gabriel Virga
- Montaje: Mauro Pérez y Mariana Britos
- Dirección arte: Carolina Ramírez y Paula Tissera[4]

## Intérpretes
Los intérpretes y declarantes son familiares directos o partícipes del acontecimiento.
- Miguel Gerbino
- Miguel Andréis
- Pedro Aguilera
- Jorge Álamo
- Arturo Larrabure
- Jesús Chirino
- Juan Carlos Constanzo
- Héctor Assadourian
- Jorge Roberto Felipe
- Fermín Rivera
- Rubén Jaime
- Aldo Raúl Oliva
- Carlos Ortiz
- Antonio Ruviollo
- María Susana Larrabure
- Jorge Dahiub
- Carlos Orzaocoa[5]

## Premios y reconocimientos
La película resultó ganadora del Fomento de posproducción de INCAA - Instituto Nacional de Cine y Artes Audiovisuales de Argentina. El INCAA, declaró además a El Copamiento de interés como película digital terminada y otorgó un fomento para el multicopiado en DVD de mil copias.
El filme fue seleccionado para exhibirse en el Bafici, el Buenos Aires Festival Internacional de Cine Independiente, donde se presentó por primera vez de forma pública. 
Selección oficial en festivales internacionales en 2014: 
- 16º BAFICI, sección “Panorama”
- Muestra Itinerante en Mendoza.
- Unasur Cine, competencia del Sur.
- Fecico, competencia Argentina.
- Muestra en Museo del Cine en Buenos Aires
- proyectada en la mayoría de los espacios INCAA de todo el país.